# Lars Frisk
Lars Bertil Frisk, född 14 juni 1950 i Sollefteå församling i Västernorrlands län, är en svensk militär.

## Biografi
Lars Frisk avlade gymnasieexamen 1969. Han avlade officersexamen vid Kungliga Krigsskolan 1972, varefter han utnämndes till löjtnant samma år. Han tjänstgjorde 1972–1980 vid Norrlands trängregemente och befordrades till kapten 1975. Han gick Stabskursen vid Militärhögskolan 1980–1982 och befordrades till major 1983. Han var detaljchef i Arméstaben 1983–1986, kompanichef vid Upplands regemente 1986–1987 och departementssekreterare i Försvarsdepartementet 1987–1989. År 1989 befordrades han till överstelöjtnant, varpå han var föredragande i Försvarsutskottet 1989, sekreterare i 1988 års försvarskommitté 1989–1990, bataljonschef vid Norrlands trängregemente 1991–1992 och chef för Planeringssektionen i Arméstaben 1992–1993. Han befordrades till överste 1994 och var chef för Planeringsavdelningen i Högkvarteret 1994–1997. År 1997 befordrades han till överste av första graden, varefter han var chef för Norra arméfördelningen 1997–1998. Han befordrades 1998 till generalmajor, var 1998–2000 stabschef i Norra militärområdet, 2000–2003 ställföreträdande chef för Grundorganisationsledningen i Högkvarteret och 2004–2006 chef för svenska delegationen till Neutrala nationernas övervakningskommission.
Efter pensioneringen var Frisk 2007 särskild utredare för utvärdering av försvarsbeslutet 2004 och därefter rådgivare åt Totalförsvarets forskningsinstitut.
Sedan 2007 är han ordförande i Föreningen Armé- Marin- och Flygfilm (2014 ombildad till stiftelse), sedan 2011 ordförande i Koreanska sällskapet och sedan 2016 förbundsordförande i Försvarsutbildarna.